# Shutter (luik)
Shutters zijn luiken met verstelbare lamellen, die worden gebruikt als zonwering en als decoratieve raambekleding.

## Shutterpaneel
Een shutterpaneel bestaat uit een raamwerk (zijstijlen plus onder- en bovenrail), een aantal kantelbare lamellen en een kantelstok. De lamellen hebben aan weerszijden draaipennetjes die in de stijlen vallen. Bij de klassieke shutters is de kantelstok verbonden met alle lamellen, zodat door middel van het op en neer bewegen van de kantelstok, alle lamellen tegelijkertijd gekanteld kunnen worden. Er bestaat ook een uitvoering met een verborgen kantelstok. Deze is geplaatst aan de achterzijde van het shutterpaneel, aan de zijkant van de lamellen of middels een tandwieloverbrenging die in de zijstijl verwerkt.

## Shuttersysteem
Shutters bestaan uit 1 of meerdere panelen. Bij een systeem met meerdere panelen worden de panelen onderling aan elkaar verbonden met scharnieren.

## Bevestiging
De bevestiging van een shuttersysteem kan door middel van montageprofielen of met een zogenaamd schuifrailsysteem of vouwrailsysteem. In dit laatste geval schuiven een aantal panelen op een bovenrail als een harmonica naar links en/of rechts. Bij een schuifrailsysteem schuiven de panelen voor elkaar langs, een mogelijkheid als de panelen niet kunnen scharnieren.

## Materialen
Shutters worden voornamelijk gemaakt van hout. Bijvoorbeeld eikenhout, populierenhout of lindenhout, dit is een lichte houtsoort met een rechte nerf. Verder kan kunststof worden gebruikt. Bepaalde kunststoffen hebben als kenmerken: brandvertragend, isolerend en vochtbestendig. Voor de stabiliteit worden de stijlen van sommige shutters versterkt met een aluminium kern. Ook worden shutters in aluminium gebruikt voor toepassingen buitenshuis.

## Vormen
Shutters kunnen gemaakt worden in alle vormen zoals; rond, driehoek, ruitvorm, cirkel en toog.

## Geschiedenis
In de oude tijd van de Grieken werden marmeren panelen; shutters al gebruikt als zonwering. Vanuit Griekenland  is de shutter overgebracht naar het Middellandse Zeegebied. De shutter veranderd van uiterlijk, steeds meer wordt deze gemaakt van hout in plaats van marmer en krijgt de shutter beweegbare lamellen. De shutter dient nu ook voor privacy en biedt bescherming tegen regen en  insecten. Door deze uitvinding is de shutter ook geschikt voor de rest van Europa. In de 15de eeuw krijgt de shutter meer zijn decoratieve functie door het gebruik van glas in de ramen. 